# Canal Ankhor
Le canal Ankhor (Анхо́р en russe et en ouzbek) est l'un des canaux qui quadrillent la ville de Tachkent, capitale de l'Ouzbékistan. Il a été formé du partage du canal Bozssou en deux canaux: celui d'Ankhor (canal gauche) et celui de Kalkauz. Il alimente le lac Navoï du parc national.

## Historique
Le canal Ankhor marque à partir de 1865 (année de la prise de la ville par le général Tcherniaïev) la limite entre la nouvelle ville européenne et la vieille ville. Les Russes font construire par-dessus le canal le premier pont de la ville, le pont d'Ourda, du nom du quartier de la vieille ville qui est désormais relié à la nouvelle ville. Avant la révolution de 1917, le canal était nommé « canal Angor ». L'étymologie est variée: ce nom proviendrait d'Angor (plus tard transformé en Ankhor) signifiant champ de labour ou d'Anzor signifiant vignoble. D'autres hypothèses évoquent la racine arabe Ankhar signifiant rivières au pluriel. En effet la ville de Tachkent a été construite au Moyen Âge par des gouverneurs arabes à l'emplacement de l'ancienne ville de Tchatch détruite au VIIIe siècle.